# Le Grand Silence blanc
Ne doit pas être confondu avec The Great White Silence.
Le Grand Silence blanc - Roman vécu d'Alaska, publié en 1920 et 1921, est l'œuvre la plus connue de l'écrivain Louis-Frédéric Rouquette. Le cadre géographique du Grand nord et l'action de ce roman d'aventure ont contribué à la notoriété de l'auteur, salué comme le Jack London français.

## Présentation
Le roman est une succession de chapitres autour des rencontres faites par le narrateur-voyageur en route pour le Klondyke et l'Alaska au moment de la ruée vers l'or. Défilent ainsi des personnalités fortes et pittoresques représentatives du contexte géographique et social comme la femme du sergent de la police montée qui demande de l'aide, un commerçant chinois, un Inuit, un pianiste italien, un aventurier... et Tempest le chien husky à qui l'auteur dédie son roman. On le présente comme un roman de la solitude physique et morale face à l’immensité et à l'hostilité du Grand Nord où la relation entre l'homme et son chien, indispensable, attentif et fidèle, tient une grande place.

## Diffusion
Le roman a été maintes fois réédité au Canada et en France, souvent avec des illustrations comme celles de Clarence Gagnon, peintre, graveur, illustrateur canadien, dans l'édition originale . Il a été traduit en américain en 1930 avec le même titre : The Great White Silence.
Il a été souvent édité dans des collections pour la jeunesse comme la Bibliothèque verte ou la collection Rouge et Or.

## Échos
- Le Grand Silence blanc : documentaire britannique tourné en 1911-1913 dans l’Antarctique sur l'expédition de Scott au pôle sud ; sonorisé en 1933, diffusé en France en 1936 [5].
- (en) The White Silence (Le silence blanc) de Jack London (1899) : récit publié en français en 1922 dans un volume intitulé Le Fils du loup. Il s'agit d'une aventure dramatique dans la nature impitoyable du Grand Nord couvert de neige où hommes et chiens luttent pour survivre, qui préfigure les grands romans de l'auteur.

## Éditions
- (de) Im Reiche des großen Schweigens. Erlebnisse in Alaska. Trad. Erwin Rieger, Préf. André Lichtenberger. Rhombus, Vienna s. d. (1925)
- (de) Das grosse weisse Schweigen. Élaboration Duri Troesch. Scheinini, Zurich 1946; Homunculus, Bregenz 1947